# Marene
Marene är en ort och kommun i provinsen Cuneo i regionen Piemonte i Italien. Kommunen hade 3 323 invånare (2018).